# Slobodan Rajković
Slobodan „Boban“ Rajković (* 3. Februar 1989 in Belgrad) ist ein serbischer ehemaliger Fußballspieler.

## Karriere

### Verein

#### Anfänge und Ausleihgeschäfte
Slobodan Rajković begann seine Karriere in der Jugendmannschaft des OFK Belgrad, bei dem er mit 15 Jahren in den Kader der ersten Mannschaft geholt wurde. Seine Leistungen führten dazu, dass der englische Klub FC Chelsea den 16-Jährigen verpflichtete. Er blieb jedoch als Leihspieler beim OFK. 2007 wurde Rajković zum niederländischen Ehrendivisionär PSV Eindhoven verliehen. Im Jahr darauf spielte er für den Ligakonkurrenten FC Twente Enschede. Das Ausleihgeschäft mit dem FC Chelsea wurde anschließend um eine Saison verlängert, in der Rajković mit dem FC Twente niederländischer Meister wurde. Für die Saison 2010/11 verliehen ihn die Engländer erneut, wiederum in die Eredivisie zu Vitesse Arnheim, bei der er Mannschaftskapitän wurde. Zur Saison 2011/12 kehrte er zum FC Chelsea zurück. Wie zuvor wurde ihm eine Arbeitserlaubnis verweigert, da Serbien außerhalb des Gebietes der Europäischen Union liegt. Um in der Premier League zu spielen, müsste er einen Zweitpass eines EU-Mitgliedsstaates besitzen oder eine gewisse Anzahl an A-Länderspielen vorweisen.

#### Hamburger SV
Aus diesem Grunde verließ Rajković im August 2011 den FC Chelsea endgültig und wechselte zum deutschen Bundesligisten Hamburger SV. Er unterschrieb einen bis zum 30. Juni 2015 gültigen Vierjahresvertrag. Er erhielt das Trikot mit der Nummer 23, die zuletzt Rafael van der Vaart getragen hatte. Bei seinem Pflichtspieldebüt für den HSV gegen den 1. FC Köln markierte er den Treffer zum 2:2 (Endstand 3:4).
In der Vorbereitung zur Saison 2012/13 kam es zu einer Auseinandersetzung zwischen Rajković und Son Heung-min, bei der der unbeteiligte Tolgay Arslan eine Platzwunde davontrug. Daraufhin wurde er suspendiert und in die Regionalligamannschaft versetzt. Trainer Thorsten Fink betonte, dass Rajković nicht wieder ins Team zurückkommen werde. Des Weiteren kritisiere Rajković Fink in einem Interview mit dem Hamburger Abendblatt, weshalb er zu einer Geldstrafe verurteilt wurde. Anfang Oktober 2012 entschuldigte sich Rajković für sein Verhalten. Fink akzeptierte die Entschuldigung, holte ihn aber zunächst nicht ins Profiteam zurück. Am 28. Oktober 2012 lief Rajković erstmals für die U-23 des HSV in der Regionalliga Nord auf und erzielte beim 3:1-Heimsieg gegen den VfB Lübeck einen Treffer. Zuvor war er als „Nicht-EU-Ausländer“ nicht für die U-23 spielberechtigt gewesen.
Anfang November 2012 holte ihn Fink in die erste Mannschaft zurück. Am 27. Januar 2013 gab Rajković sein Comeback, als er beim 3:2-Heimsieg im Nordderby gegen Werder Bremen kurz vor Ende der Partie für Heung-Min Son eingewechselt wurde. Bis zum Saisonende kam er auf zwölf weitere Einsätze.
Zur Saison 2013/14 wurde Rajković gemeinsam mit Michael Mancienne, Robert Tesche und Gojko Kačar, diesmal aus sportlichen Gründen, erneut aussortiert und in die U-23 versetzt. Später wurden er und Mancienne begnadigt, aber weiterhin nicht für die Spiele nominiert. Kurz bevor Bert van Marwijk neuer Trainer wurde, hatte sich Rajković im Training einen Innenbandanriss im linken Knie zugezogen, der ihn bis Dezember außer Gefecht setzte. Unter van Marwijk stand Rajković zweimal im Kader, wurde aber nicht eingewechselt. Vor dem 22. Spieltag wechselte der Verein erneut den Trainer. Unter Mirko Slomka, der als neuer Trainer auch aufgrund von Verletzungssorgen im Abstiegskampf allen Spielern eine Chance geben wollte, stand Rajković bei dessen Einstand am 22. Februar 2014 in der Startelf beim 3:0-Sieg über Borussia Dortmund. Es war sein erster Einsatz für die erste Mannschaft seit dem 18. Mai 2013. Eine Woche später zog er sich bei der 0:1-Niederlage im Nordderby gegen Werder Bremen einen Kreuz- und Innenbandriss im linken Knie zu.
Sein Comeback in einem Pflichtspiel gab Rajković am 29. November 2014 bei der 1:2-Niederlage der zweiten Mannschaft gegen den VfB Oldenburg. Am 31. Januar 2015 lief er bei der 0:2-Heimniederlage gegen den 1. FC Köln erstmals wieder in der Bundesliga auf. In der Rückrunde wurde er dann regelmäßig eingesetzt und kam, mit dem HSV im Abstiegskampf steckend, zu elf Einsätzen. Am letzten Spieltag sicherte er dem Verein mit einem Tor beim 2:0 gegen den FC Schalke 04 den Sprung auf den Relegationsplatz. Gegen den Karlsruher SC gelang den Hamburgern in der Folge der Klassenerhalt. Den zum Saisonende auslaufenden Vertrag verlängerte der Verein danach nicht.

#### SV Darmstadt 98
Nachdem Rajković seit Juli 2015 vertragslos gewesen war, schloss er sich am 29. September 2015 dem SV Darmstadt 98 an. Er erhielt einen Vertrag bis zum 30. Juni 2017. Sein Ligadebüt gab Rajković am 7. November 2015 (12. Spieltag) beim 1:1-Unentschieden gegen seinen Ex-Verein Hamburger SV, als er in der Nachspielzeit der zweiten Halbzeit für Marcel Heller eingewechselt wurde. Sein einziges Bundesligator für Darmstadt erzielte Rajković beim Auswärtssieg gegen die TSG 1899 Hoffenheim, als er in der 85. Minute zum 2:0-Endstand traf.

#### US Palermo
Zur Saison 2016/17 schloss sich Rajković dem italienischen Erstligisten US Palermo an. Am Ende seiner ersten Saison in Italien stieg er mit Palermo in die zweitklassige Serie B ab. Sein Engagement in Palermo endete mit Abschluss der Saison 2018/19.

#### AC Perrugia Calcio
Nachdem Rajkovic fast sieben Monate vereinslos war, schloss er sich im Januar 2020 dem AC Perrugia Calcio in der Serie B an.

#### Lokomotive Moskau
Im August 2020 unterschrieb er einen Einjahresvertrag bei Lokomotive Moskau. Im Januar 2021 wurde sein Vertrag in Moskau aufgelöst.

### Nationalmannschaft
In der serbischen U-21-Nationalmannschaft gab Rajković sein Pflichtspieldebüt 2005 in der WM-Qualifikation der U-21. In der A-Nationalmannschaft debütierte er am 24. Mai 2008 im Spiel gegen Irland, ein weiterer Einsatz folgte vier Tage später gegen Russland.
Am 4. September 2008 wurde er von der FIFA für zwölf Monate gesperrt, weil er einem Schiedsrichter beim olympischen Fußballturnier 2008 in China ins Gesicht gespuckt hatte. Diese Strafe wurde später umgewandelt und die Sperre nur für internationale Spiele ausgesprochen.
Sein Comeback in der A-Elf dauerte am 12. Oktober 2010 nur sechs Minuten. In der EM-Qualifikation stand er beim Match in Genua gegen Italien in der Startformation der Serben. Das Spiel wurde jedoch wegen Zuschauerausschreitungen abgebrochen. Letztmals eingesetzt wurde er in der Nationalmannschaft 2016.

## Erfolge
- Niederländischer Meister mit Twente Enschede: 2009/10